# Philippe Gilibert

a Compétitions nationales et continentales officielles uniquement.

Philippe Gilibert, né le 26 février 1963, est un joueur français de rugby à XV du CA Brive. Il mesure 1,88 m pour 108 kg et joue en deuxième ligne ou troisième ligne centre. Il joue pour le CA Brive de 1983 à 1990 et inscrit 26 essais pendant cette période[réf. nécessaire].

## Biographie
Philippe Gilibert effectue sa scolarité à l'école primaire Louis Pons (1967-1974) puis au collège Rollinat (1974-1979), tous deux situés à Brive-la-Gaillarde, puis au lycée Bernart de Ventadour (1979-1982).
Philippe Gilibert accomplit son service militaire de 1983 à 1984 au 5e régiment de chasseurs à cheval basé à Périgueux.
Philippe Gilibert est marié et a deux enfants: Julie et Lola.
Avec son 1,88 m et ses 108 kg, Philippe Gilibert évolue en seconde ligne ou 3e ligne centre et marqué 26 essais de 1983 à 1990.
À la fin de la saison 1989-1990, l'entraîneur voulait le faire jouer pilier. Il quitta le club briviste pour rejoindre l'US Ussel qui jouait en groupe B. En 1996, il s'engage avec le club de 3e division de Malemort comme entraîneur-joueur. Après deux montées, il quitte le club pour entraîner Saint-Céré Rugby de 2001 à 2004 puis l'US Objat de 2004 à 2006 et enfin l'US Ussel de 2006 à 2009. Il est, depuis 2009, l'entraîneur de l'EVMBO Malemort en Fédérale 3.

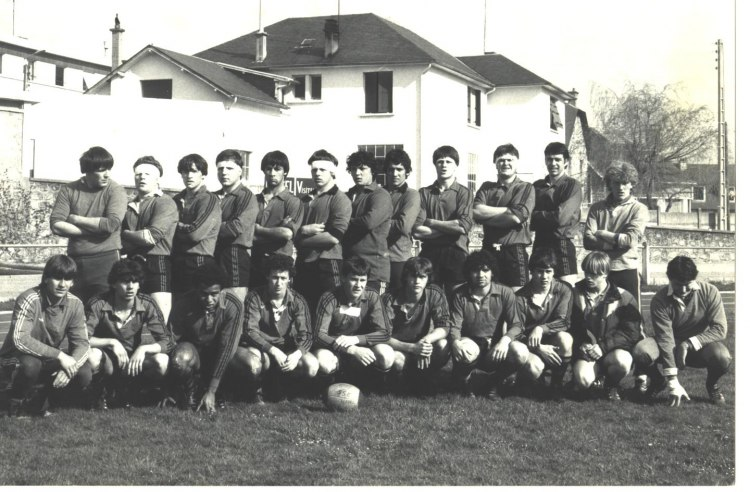
Philippe Gilibert au sport étude d'Ussel (debout 10e en partant de la gauche)

## Carrière de joueur
- 1983-1990 : CA Brive
- 1990-1996 : US Ussel

## Carrière d’entraîneur
- 1996-2001 : EVMBO Malemort
- 2001-2004 : Saint-Céré Rugby
- 2004-2006 : US Objat
- 2006-2009 : US Ussel
- 2009- 2014: EVMBO Malemort
- 2014- 2018: RCV juniors
- 2018-2019 : Rugby Causse-Vézère
- 2019-2023:CA Brive (féminines)

## Palmarès
- Vice-champion de France national B en 1983 avec le CA Brive.
- Coupe de l'espérance en 1996 avec Ussel.
- Champion de France féminines Fédérale 1  avec Brive en tant qu’entraîneur des avants  saison 2022 2023

## Anecdote
Philippe Gilibert est connu pour avoir mis en avant une technique de défense basée sur le coup de poing dans le maul. Il en fit l'expérience lors d'une rencontre face à Tulle, transformant son adversaire du jours en "cyclope". Une stratégie qui s'avéra payante puisque l'action d'essai fut annihilée. Malheureusement pour lui, cet acte défensif héroïque lui fractura la main.